# Westport Island (Maine)
Westport Island est une ville américaine située dans le Comté de Lincoln, dans le Maine. Selon le recensement de 2020, sa population est de 719 habitants.